# Ytterøyane fyr
Ytterøyane fyr er et kystfyr, som står på en ø nordvest for Kinn i Flora kommune i Vestland i Norge.
Fyret er et 20 meter højt støbejernstårn, som står på en høj, ottekantet betonsokkel. Med sokkelen er tårnet 31 meter højt. Det oprindelige linseapparat af 1. orden er ombygget, men stadig i drift. Lige ved fyret står maskinhus, bolig og udhus. Ved vejen ned til bådehus og landingssted ligger resterne af en smedje. Området ved fyret har rig flora og fugleliv og er fredet som naturreservat efter den norske "lov om naturvern".
Selve fyret er fredet efter "lov om kulturminner".

## Klima
Norsk Meteorologisk institutt har haft en vejrstation på Ytterøyane fyr siden september 1984. Stationen ligger 26 meter over havet.
Normalværdierne (månedsmiddeltal) for stedets temperatur og nedbør for perioden 1961-1990 var følgende:
|                 | Jan | Feb | Mar | Apr | Mai | Jun  | Jul  | Aug  | Sep  | Okt | Nov | Dec | År   |
| --------------- | --- | --- | --- | --- | --- | ---- | ---- | ---- | ---- | --- | --- | --- | ---- |
| Temperatur (°C) | 2,8 | 2,3 | 3,0 | 4,5 | 7,8 | 11,0 | 12,5 | 13,1 | 11,1 | 9,1 | 5,8 | 3,7 | 7,2  |
| Nedbør (mm)     | 95  | 71  | 80  | 58  | 45  | 57   | 72   | 91   | 136  | 139 | 130 | 116 | 1090 |